# بطولة العالم للشطرنج 1907
|                         |              |
| إيمانويل لاسكر          | فرانك مارشال |
|                         |              |
| فائز ببطولة العالم 1897 | المتحدي      |
| 38 سنة                  | 29 سنة       |

بطولة العالم للشطرنج بطولة العالم للشطرنج 1907 هي سابع بطولات العالم الرسمية في الشطرنج تنافس فيها بطل النسخة السابقة إيمانويل لاسكر مع متحديه الجديد بطل أمريكا فرانك مارشال، ونظمت المقابلة في الولايات المتحدة من 26 جانفي حتى 6 أفريل 1907 ولعبت المباريات في كل من المـدن: نيويورك، فيلاديلفيا، واشنطن العاصمة، بالتيمور، شيكاغو وممفيس.
تمكن لاسكـر من الدفاع عن لقبه سهولة كبيرة وفاز بالمقابلة بثمان انتصارات من دون خسارة وسبع تعادلات.

## خلفية
في 1904 فاز مارشال ببطولة كامبريج سبرينغ القوية بفارق 1.5 عن إيمانويل لاسكر وكانت تلك أول مرة يهزم فيها لاسكر في بطولة منذ عشر سنين، ولهذا وافق على اللعب ضد مارشال الذي أخفق في الفوز ولو بمباراة واحدة ضده، ولم يذكر مارشال المقابلة في مسيرته الذاتية بكتابه سوى بالعبارة «اللعب الممل الهادف لإنهاك خصمي مناف لطبيعتي» 

## المقابلة والنتيجة
أول لاعب يفوز بثمان مباريات يكون بطل العالم.
|                | 1 | 2 | 3 | 4 | 5 | 6 | 7 | 8 | 9 | 10 | 11 | 12 | 13 | 14 | 15 | الانتصارات | المجموع |
| -------------- | - | - | - | - | - | - | - | - | - | -- | -- | -- | -- | -- | -- | ---------- | ------- |
| فرانك مارشال   | 0 | 0 | 0 | = | = | = | = | 0 | = | =  | =  | 0  | 0  | 0  | 0  | 0          | 3½      |
| إيمانويل لاسكر | 1 | 1 | 1 | = | = | = | = | 1 | = | =  | =  | 1  | 1  | 1  | 1  | 8          | 11½     |
تمكن لاسكر من الفوز بأريحية كبيرة وحافظ على لقبه.

## روابط خارجية
- رابط لمباريات البطولة على موقع chessgames.com